# Si Sakhon (huyện)
Si Sakhon (tiếng Thái: ศรีสาคร) là một huyện (amphoe) của tỉnh Narathiwat, phía nam Thái Lan.

## Lịch sử
Ban đầu, tambon Sa Ko thuộc huyện Rueso. Bộ phận phát triển của quân đội Thái Lan đã định cư ở khu vực này giai đoạn 1963-1974, và họ đã phát triển hạ tầng cơ sở của tambon Sa Ko. Bộ nội vụ Thái Lan sau đó đã lập tiểu huyện Si Sakhon gồm 2 tambon, Sako và Tamayung vào ngày 23 tháng 9 năm 1974. Đơn vị này đã được nâng cấp thành huyện ngày 25 tháng 3 năm 1979.

## Địa lý
Các huyện giáp ranh (từ phía bắc theo chiều kim đồng hồ) là Rueso, Ra-ngae và Chanae của tỉnh Narathiwat, Than To và Bannang Sata của tỉnh Yala.

## Hành chính
Huyện này được chia thành 6 phó huyện (tambon), các đơn vị này lại được chia ra thành 39 làng (muban). Thị trấn (thesaban tambon) Si Sakhon nằm trên một phần của tambon Si Sakhon và Sa Ko. Có 6 Tổ chức hành chính tambon.
| STT | Tên          | Tên tiếng Thái | Số làng | Dân số |  |
| --- | ------------ | -------------- | ------- | ------ |  |
| 1.  | Sako         | ซากอ           | 6       | 6.992  |  |
| 2.  | Tamayung     | ตะมะยูง         | 6       | 4.734  |  |
| 3.  | Si Sakhon    | ศรีสาคร         | 10      | 8.473  |  |
| 4.  | Choeng Khiri | เชิงคีรี          | 4       | 4.750  |  |
| 5.  | Kalong       | กาหลง          | 4       | 2.730  |  |
| 6.  | Si Banphot   | ศรีบรรพต        | 9       | 3.897  |  |